# Uhřice (ort i Tjeckien, Södra Mähren, lat 49,05, long 16,95)
Uhřice är en ort i Tjeckien.   Den ligger i regionen Södra Mähren, i den sydöstra delen av landet, 220 km sydost om huvudstaden Prag. Uhřice ligger 220 meter över havet och antalet invånare är 701.
Terrängen runt Uhřice är huvudsakligen platt, men norrut är den kuperad. Runt Uhřice är det ganska tätbefolkat, med 62 invånare per kvadratkilometer. Närmaste större samhälle är Kyjov, 13,5 km öster om Uhřice. I omgivningarna runt Uhřice växer i huvudsak blandskog.